# Hortensia Masichievici Mișu
Hortensia (Puia) Masichievici Mișu (Chitila, 16 september 1917 - Boekarest, 12 januari 2010), was een Roemeense graficus en schilder.

## Biografische gegevens
Haar ouders kwamen uit Tsjernivtsi en woonden in het zuiden van het land waar ze in 1917 werd geboren. Na de oorlog keerde de familie Masichievici terug naar Tsjernivtsi. Hier volgde Hortensia de lagere en middelbare school en daarna een studie aan de Faculteit der Rechtsgeleerdheid (1939). Zij vervolgde haar studie aan de Academie voor Schone Kunsten in Boekarest en volgde lessen van o.a. professor Camil Ressu (1948). Daarna volgde ze cursussen aan de Guguinu Free Academy.
Hortensia Masichievici Mişu was lid van de Unie van Beeldende Kunstenaars in Roemenië. Haar oeuvre bestaan uit tekeningen, gravures en schilderijen.

## Werk

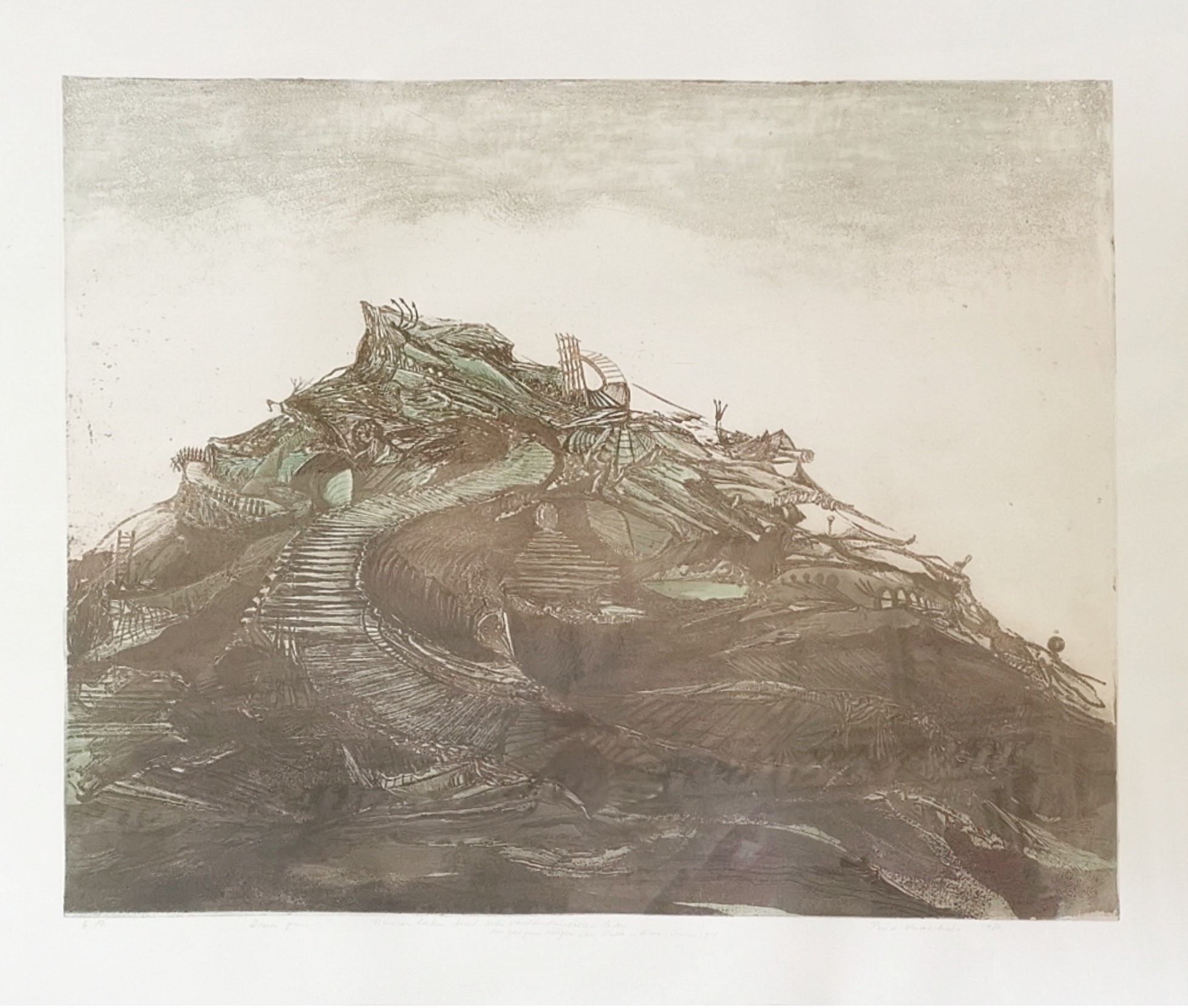
Duri Gran, ingekleurde ets, 'Puia' Hortensia Masichievici Mişu, 1984

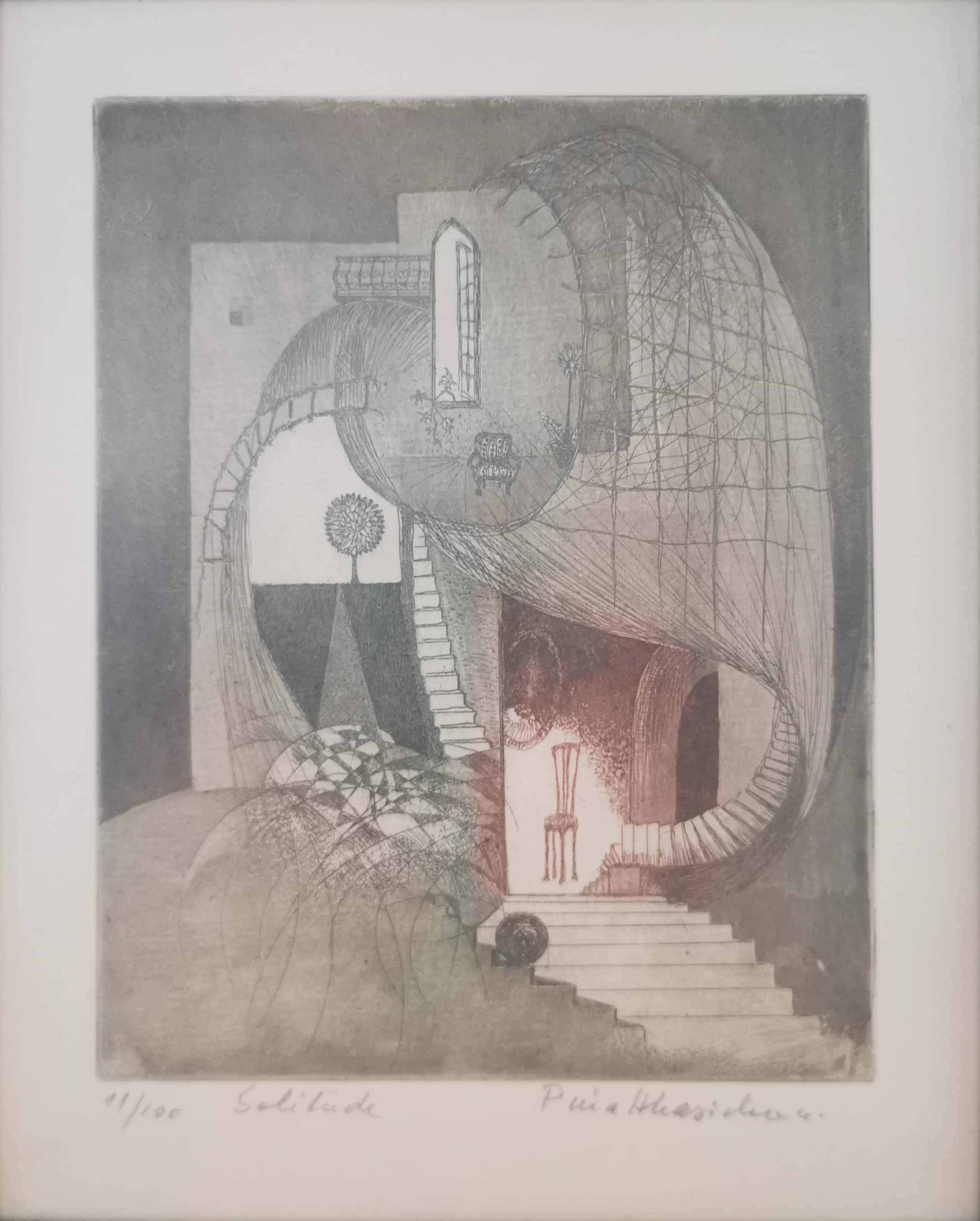
Solitude, Ingekleurde ets, 'Puia' Hortensia Masichievici Mişu

Onder wetenschappers bestaat de neiging om de Roemeense artistieke productie tussen 1945 en 1989  in twee kampen te splitsen: de kunstwerken die de lijn van het socialistische realisme van de Sovjet-Unie volgen en de kunstwerken die weliswaar subversief genoeg zijn om kritisch door de staat te worden beschouwen, maar daardoor eerder verlegen imitatie van het westerse modernisme zijn. Het werk van Masichievici Mișu lijkt zich aan geen van beide te willen conformeren. Zij vond haar inspiratie uit haar directe dagelijkse omgeving en vertaalde die in werken die contemplatief zijn en thema's aansnijden die slechts indirect verwijzen naar de onderdrukking die ten tijde van haar kunstenaarschap heerste in Roemenië: leven en dood, licht en donker, goed en  kwaad, esthetisch mooi versus lelijk.
Haar grafische werken hebben een complexe vormentaal van lijnen en vlakken met figuratieve thema's. die zowel een tijdelijke gemoedstoestand tot uitdrukking lijken te brengen, als ook gaan over bewustzijn en verborgen of onderdrukte krachten.

## Persoonlijke en groepstentoonstellingen
Masichievici Mişu maakte in1943 haar debuut bij de officiële tekensalon in Boekarest. In de daaropvolgende jaren 1944 en 1945 nam ze ook deel aan de officiële Tekensalon. Na 1945 nam zij regelmatig deel aan de Staatstentoonstellingen, wat onder het communistische bewind bijna noodzakelijk was om als kunstenaar te mogen blijven werken.
In 2002 schonk zij een omvangrijke collectie werken aan de bibliotheek van Bucovina “ IG Sbiera ” in Suceava.

## Uitgaves
- Het lot van een piano, in Duitse versie, uitgegeven door Akademie fiir Alten (Heidelberg, 1996)
- Een vergeten huis (Boekarest, 1999).
- De microbe en andere waargebeurde verhalen, Boekarest, Anima Publishing House, 2003, 182 blz. + Illustraties.